# Liviu Rebreanu
Liviu Rebreanu (Târlișua, 27 de novembro de 1885 — Valea Mare-Podgoria, 1 de setembro de 1944) foi um romancista, dramaturgo, contista e jornalista romeno.

## Biografia
Nascido em Târlișua (em húngaro Felsőilosva; actualmente distrito de Bistrița-Năsăud), Transilvânia, na altura parte da Áustria-Hungria, foi o segundo de treze filhos de Vasile Rebreanu, um professor primário, e Ludovica Diuganu, descendentes de camponeses. O seu pai fora colega de escola de George Coșbuc e um folclorista amador. Liviu Rebreanu andou na escola primária em Maieru (onde foi ensinado pelo seu pai), e mais tarde em Năsăud e Bistrița, numa escola militar em Sopron e ainda na Academia Militar Ludovica em Budapeste. Trabalhou como oficial em Gyula mas demitiu-se em 1908, e em 1909 atravessou ilegalmente os Cárpatos do Sul em direcção à Roménia, tendo vivido em Bucareste.
Fez parte de diversos círculos literários, e trabalhou como jornalista no Ordinea, mais tarde no Falanga literară şi artistică. A pedido do governo Austro-Húngaro, foi preso e extraditado em 1910. Rebreanu foi preso em Gyula, libertado em Agosto; regressou a Bucareste. Em 1911–1912 foi secretário do Teatro Nacional em Craiova, onde trabalhou sob a direcção do escritor contista Emil Gârleanu. Casou-se com a actriz Fanny Rădulescu.
A sua primeira publicação ocorreu em 1912 com um volume de novellas unidas sob o título de Frământări ("Troublings"). Durante a Primeira Guerra Mundial Rebreanu foi um repórter do Adevărul, e continuou a publicar contos: Golanii ("The Hooligans") e Mărturisire (Confissão) em 1916 e Răfuială ("Resentfullness") em 1919. Após a guerra, tornou-se um colaborador importante da sociedade literária Sburătorul liderada pelo crítico literário Eugen Lovinescu.
Em 1920 Rebreanu publicou o seu romance Ion, o primeiro romance moderno romano, no qual retrata as lutas de proprietários rurais na Transilvânia rural. Com Ion, Rebreanu recebeu um prémio da Academia Romena – tornou-se membro efectivo da instituição em 1939. Entre 1928 e 1930 foi director do Teatro Nacional de Bucareste, e de 1925 a 1932 foi Presidente da Sociedade de Escritores Romenos.
Em 1944, com a idade de 59, faleceu de uma doença dos poulmões na sua casa de campo em Valea Mare-Podgoria, no distrito de Argeș.

## Obras

### Contos e novelas
- Catastrofa ("A Catástrofe") (1921)
- Norocul ("A Sorte") (1921)
- Cuibul visurilor ("Ninho de sonhos") (1927)
- Cântecul lebedei ("Canto do cisne") (1927)
- Ițic Ștrul dezertor ("Iţic Ştrul como um desertor") (1932)

### Romances sobre assuntos sociais
- Ion (1920)
- Crăișorul (approx. "The Little King") (1929)
- Răscoala ("Insurreição") (1932)
- Gorila ("O Gorila") (1938)

### Romances psicológicos
- A Floresta dos Enforcados - no original Pădurea spânzuraților (1922)
- Adam şi Eva ("Adão e Eva") (1925)
- Ciuleandra : a dança do amor e da morte - no original Ciuleandra (1927)
- Jar ("Cinzas") (1934)

### Outros romances
- Amândoi ("Os dois") (1940)

### Peças de teatro
- Cadrilul ("A Quadrilha") (1919)
- Plicul ("O Envelope") (1923)
- Apostolii ("Os Apóstolos") (1926)